# Zbigniew Burzyński
Zbigniew Józef Burzyński (ur. 31 marca 1902 w Żółkwi, zm. 30 grudnia 1971 w Warszawie) – kapitan Wojska Polskiego, pilot i konstruktor balonów, jeden z pionierów polskiego sportu balonowego, dwukrotny zdobywca pucharu Gordona Bennetta i rekordzista świata.

## Młodość i służba wojskowa
Zbigniew Józef Burzyński urodził się 31 marca 1902 w Żółkwi koło Lwowa w rodzinie inżyniera leśnictwa i doktora prawa Władysława Erazma Burzyńskiego oraz Emilii z domu Kopff. Jego dziadkiem był Piotr Burzyński - prawnik, profesor Uniwersytetu Jagiellońskiego. Uczęszczał do szkoły średniej kolejno we Lwowie, Wiedniu i Krakowie, gdzie wstąpił do Korpusu kadetów w Łobzowie i uzyskał w 1919 maturę. Ukończył następnie Szkołę Podchorążych Artylerii w Poznaniu (z 11 lokatą na 400 podchorążych), po czym na krótko służył w 1 pułku artylerii górskiej w Nowym Targu.
Jego związek z baloniarstwem rozpoczął się, kiedy 1 maja 1921 został wysłany na kurs obserwatorów aeronautycznych do Oficerskiej Szkoły Aeronautycznej w Toruniu, który ukończył z pierwszą lokatą i pozostał tam jako wykładowca. Awansował w tym czasie do stopnia podporucznika. Przetłumaczył z francuskiego instrukcję montażu zakupionego z demobilu sterowca nazwanego „Lech” i uczestniczył w montażu i próbach lotów, bez udziału instruktora. 27 września 1922 odbył pierwszy lot balonem wolnym. 18 maja 1923 awansował na stopień porucznika ze starszeństwem z dniem 1 marca 1923 i 3 lokatą w korpusie oficerów aeronautycznych. Pełnił wówczas służbę w II batalionie aeronautycznym w Jabłonnie.
W 1924 odbył staż w wojskowych zakładach balonowych w Chalais-Meudon we Francji, po czym, po powrocie, uruchomił pierwszy w Polsce warsztat produkujący powłoki balonowe w Centralnych Warsztatach Aeronautycznych w Legionowie. Pod jego kierownictwem zbudowano pierwszy polski balon na uwięzi i balon wolny. W Legionowie pracował na różnych stanowiskach do marca 1937, m.in. był pracownikiem biura konstrukcyjnego i dowódcą kompanii balonów obserwacyjnych w 2 batalionie balonowym. 5 marca 1934 awansował na stopień kapitana ze starszeństwem z dniem 1 stycznia 1934 i 21 lokatą w korpusie oficerów aeronautyki.
W latach 1937–1939 Burzyński ukończył kurs oficerów technicznych lotnictwa w Warszawie i zaprojektował prototyp polskiego balonu zaporowego.

## Osiągnięcia sportowe przed 1939

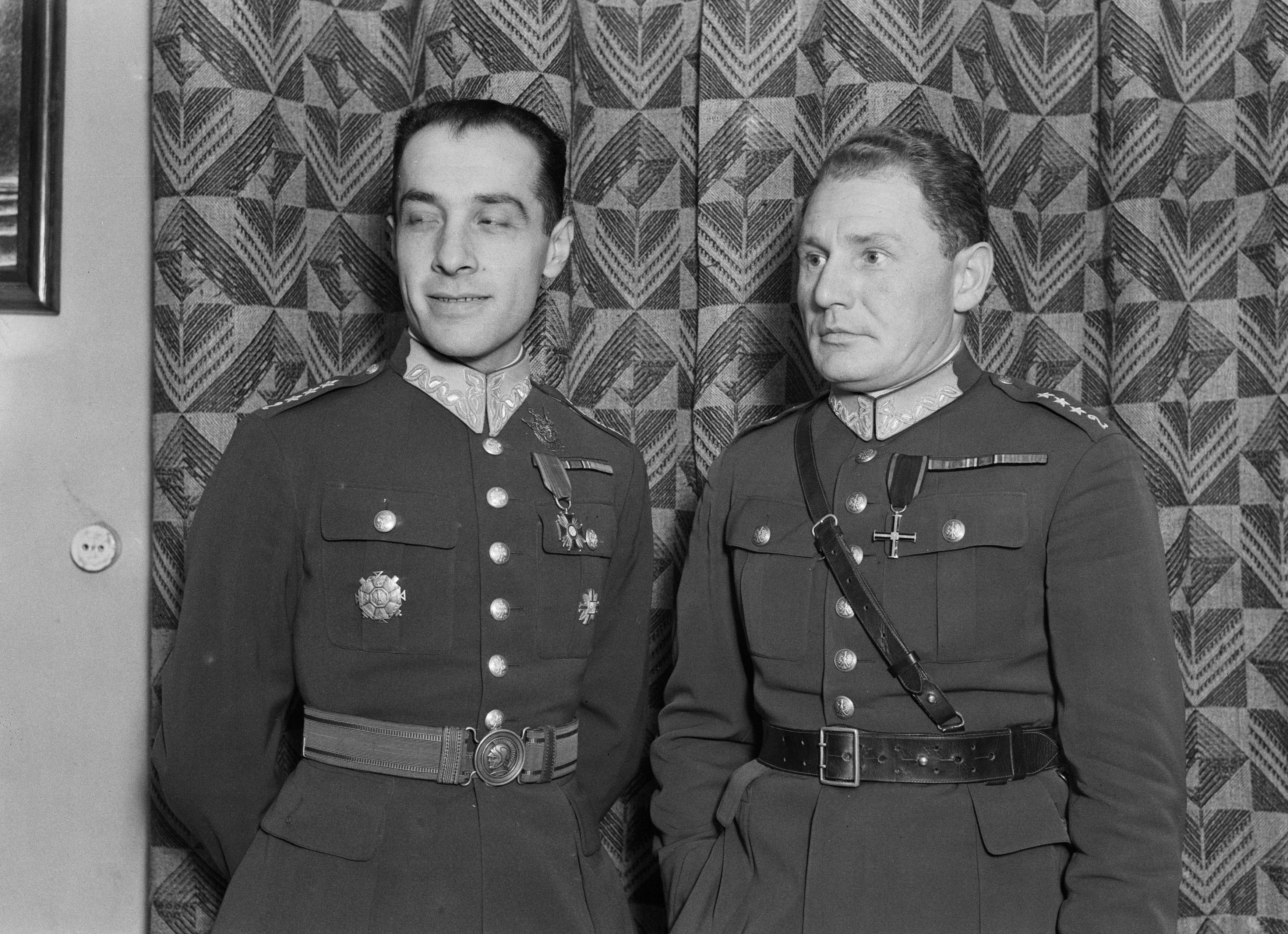
Z lewej Zbigniew Burzyński, po prawej stronie stoi Franciszek Hynek

Od 1928 Burzyński brał udział w sporcie balonowym. We wrześniu tego roku uczestniczył w III Krajowych Zawodach Balonów Wolnych, lecąc balonem „Lwów” dowodzonym przez Franciszka Hynka (pojemność 750 m³) i zajmując pierwsze miejsce za przelot największej odległości 380 km (na 4 załogi). W 1929 uczestniczył w zawodach międzynarodowych w Poznaniu jako pomocnik na balonie „Wilno” (pilot J. Sielewicz, 6. miejsce na 7 załóg).
W 1932 Burzyński i Franciszek Hynek jako dowódca po raz pierwszy reprezentowali Polskę w międzynarodowych zawodach balonowych o Puchar Gordona Bennetta (był to pierwszy rok, w którym startowały tam załogi polskie). Przelatując balonem „Gdynia” (1200 m³) odległość 1075 km z Bazylei do Bielan w Warszawie w czasie 17 godzin otrzymali nagrodę za najlepszą prędkość 63 km/h, ogółem zajęli 6. miejsce na 16 załóg. 28 lutego 1933 Burzyński z Hynkiem odbyli pierwszy w Polsce lot balonem na wysokość, uzyskując rekord Polski 9762 m balonem „Toruń” (2200 m³).
W XXI zawodach o Puchar Gordona Bennetta przeprowadzonych w 1933 w USA, Hynek (dowódca) i Burzyński odnieśli zwycięstwo, przelatując balonem SP-ADS „Kościuszko” (2200 m³) odległość 1361 km od miejsca startu w Chicago do Aulmes w Kanadzie, utrzymując się w powietrzu przez 39 godzin i 39 minut. Było to pierwsze zwycięstwo Polski w tych zawodach.
W XXII zawodach o Puchar Gordona Bennetta w 1934 w Warszawie Burzyński pilotując balon „Warszawa II” jako dowódca, wraz z por. Janem Zakrzewskim, zdobyli 2. miejsce, przelatując 1301 km w czasie 36 h 42 min i lądując pod Riazaniem.
W kolejnych XXIII zawodach o Puchar Gordona Bennetta w dniach 15–18 września 1935 w Warszawie, pilotując balon „Polonia II” wraz z Władysławem Wysockim, Burzyński odniósł drugie zwycięstwo, przelatując odległość 1650,47 km w czasie 57 godzin i 54 minuty i lądując w Tiszkino pod Stalingradem. Jednocześnie ustanowili oni rekordy świata odległości i długotrwałości lotu w swojej klasie.
28 marca 1935 Burzyński z Wysockim ustanowili rekord świata wysokości lotu balonem 9437 m (balon „Warszawa II”), a 11 lipca 1935 rekord Polski wysokości lotu 10 200 m. 29 marca 1936 Burzyński z Konstantym Jodko-Narkiewiczem ustanowił nowy rekord świata wysokości lotu 10 853 m (w klasie A-9 balonów o pojemności 3001–4000 m²) balonem „Warszawa II”, nie pobity przez 26 lat.
Burzyński uczestniczył jeszcze w zawodach o Puchar Gordona Bennetta w 1936 w Warszawie, zajmując 6. miejsce na 10 załóg (z członkiem załogi W. Pomaskim, balon „Polonia II”, odległość 1428,64 km) i w 1937 w Brukseli, zajmując 8. miejsce na 12 załóg (z członkiem załogi W. Koblańskim, balon „LOPP”, 825 km). Był wyznaczony na pilota lotu stratosferycznego balonem „Gwiazda Polski” w 1938, który jednak nie doszedł do skutku.

## Wojna i okres powojenny
Podczas kampanii wrześniowej w 1939 Burzyński był dowódcą kompanii balonów obserwacyjnych. Trafił do niewoli niemieckiej, w której przebywał od 6 października 1939 do 1 kwietnia 1945. Następnie, służył jako oficer łącznikowy 4 Brygady Komandosów w Niemczech, po czym w listopadzie 1945 powrócił do Polski.
W 1955 ukończył studia na Politechnice Warszawskiej, uzyskując dyplom inżyniera mechanika specjalności balonowej. Pracował tam następnie jako starszy asystent i konstruktor w Katedrze Budowy Lotnisk. Inicjował jednocześnie odrodzenie sportu balonowego w PRL, umożliwione po okresie stalinizmu i aktywnie działał społecznie na rzecz lotnictwa. Został przewodniczącym nowo powołanej w 1956 Rady Balonowej Aeroklubu PRL, a następnie wieloletnim przewodniczącym Komisji Balonowej APRL. Od 1956 był też członkiem Lotniczej Komisji Historycznej APRL. Od 1957 należał do Klubu Seniorów Lotnictwa APRL, będąc jego członkiem zarządu i komisji rewizyjnej. Od 1963 należał do PZPR.
Pomiędzy 1956 a 1969 zajmował się opracowaniem dokumentacji technicznej, nadzorem nad budową i oblatywaniem balonów wolnych oraz szkoleniem ich pilotów, instruktorów i mechaników balonowych. Brał udział w organizacji krajowych zawodów balonowych. Był stałym delegatem w Międzynarodowej Komisji Balonowej FAI w Paryżu. W latach 1966–1969 pomagał także w reaktywacji sportu balonowego w Czechosłowacji, sprawując nadzór techniczny i szkoląc pilotów. Ogółem Zbigniew Burzyński wykonał 138 lotów balonowych – najwięcej w Polsce, z tego 73 przed wojną. Na różnego rodzaju balonach wylatał ok. 1500 godzin.
Jest autorem dwóch książek: Kościuszko nad Ameryką (1934) i Balonem przez kontynenty (1956). Pochowany na Cmentarzu Wojskowym na Powązkach w Warszawie (kwatera C14-5-14).

## Ordery i odznaczenia

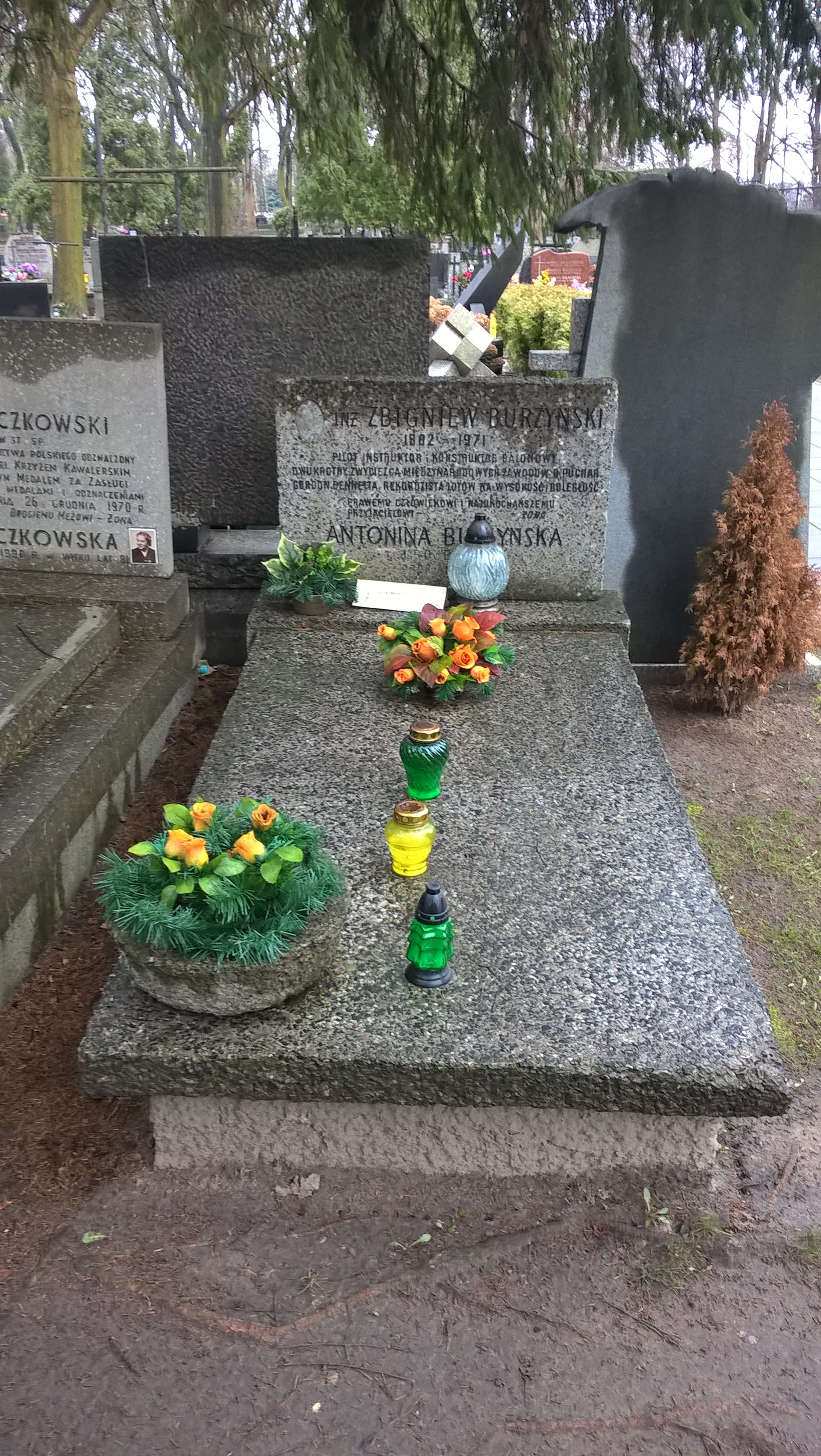
Grób Zbigniewa Burzyńskiego na Cmentarzu Wojskowym na Powązkach w Warszawie

- Krzyż Oficerski Orderu Odrodzenia Polski (1964)
- Krzyż Kawalerski Orderu Odrodzenia Polski (11 listopada 1935)[6]
- Złoty Krzyż Zasługi (dwukrotnie: 9 października 1933[7], 1934[8])
- Medal Pamiątkowy za Wojnę 1918–1921[9]
- Medal Dziesięciolecia Odzyskanej Niepodległości
- Brązowy Medal za Zasługi Dla Obronności Kraju (1967)
- Odznaka Honorowa Ligi Obrony Powietrznej i Przeciwgazowej
- Odznaka Zasłużonego Działacza Lotnictwa Sportowego (1966)
- Odznaka obserwatora balonowego[10][11]

## Wyróżnienia
- Dyplom Paula Tissandiera (1958)
- Dyplom Montgolfiera[12] FAI (1959)

## Upamiętnienie
- 5 grudnia 1977 w Warszawie jednej z ulic na terenie obecnej dzielnicy Praga-Południe (osiedle Gocław) zostało nadanie imię Zbigniewa Burzyńskiego[13]
- W Gdańsku na osiedlu Zaspa, zbudowanym na terenie byłego lotniska wojskowego i cywilnego, istnieje ulica jego imienia.
- W Legionowie istnieje ulica, której nadano nazwę kpt. Zbigniewa Burzyńskiego.